# Símbolos de Duitama
Los Símbolos de Duitama, son el emblema representativo de este municipio del departamento colombiano de Boyacá. La imagen de estos símbolos están representados por el escudo de armas de la ciudad de Duitama; otro símbolo de la ciudad es la bandera municipal.

## Escudo
El escudo de armas de Duitama está dividido en tres cuarteles y un marco blanco con acebos. En la parte superior tiene una corona. El cuartel superior es de gules o rojo, está representado. El jefe en gules simboliza el valor, la intrepidez y la raza autóctona guerrera. En el centro una corona indígena en oro, que simboliza el cacique Tundama y sus posición eminente centro de la confederación chibcha. 
El cuartel diestro está en Sable, representa la obediencia y servidumbre impuesta por España a la raza indígena durante la conquista y la colonia. En su centro un castillo en plata almenado, donjonado y mazonado, figura tomada del blasón del Marquesado de Zurba y Bonza. 
El cuartel siniestro está en sinople, testimonia el fervor de su gente por la libertad, su espíritu respetuoso y servicial, así como la fertilidad de su agrigultura, y la esperanza en su porvenir. En su centro una segura rodeada de lanzas con un arco y flechas en plata, pieza que figuró en el escudo de la Gran Colombia. 
El marco o bordura de plata, con unos gajos de manzano en su color natural, que circundan al escudo menos en la parte superior o Jefe y en la mitad del campo de la diestra. 
El timbre es nna corona amurallada, almenada y mazonada en oro con cuatro torres, símbolo de la alta categoría de la ciudad que ha adquirido Duitama después de la independencia de la Gran Colombia.

### Historia
En 1960 se realiza un concurso para obtener los símbolos que habrían de representar al municipio de Duitama. El diseño ganador, fue escogido por Alfonso Soler Mantilla y Alfonso Mariño Camargo. Cumplido este requisito, el Concejo Municipal, mediante acuerdo al número 22 del 27 de octubre de 1961, adoptó el municipio de Duitana oficialmente el escudo y la bandera de la ciudad.

## Bandera
La bandera del municipio de Duitama es el emblema que representa a este municipio y es utilizado por el Ayuntamiento como símbolo representativo de la ciudad desde el año de 2014.
Dicha bandera está dividida en tres campos, una gran franja verde que parte desde el mástil y dos franjas menores de negro y rojo, que retoman el diseño de la bandera nacional de Colombia.